# Chef décorateur
 (décembre 2022).
- Si vous ne connaissez pas le sujet, laissez ce bandeau (vous pouvez alors contacter les auteurs).
- Si vous supprimez le contenu mis en cause (vous pouvez préalablement contacter les auteurs),

argumentez précisément cette suppression dans la page de discussion
(un manque de référence n'est pas un argument ; une recherche réelle de référence doit avoir été effectuée, être formellement documentée).
Au cinéma et à la télévision, le chef décorateur est chargé de rechercher et de créer les lieux et les décors d'un film. Il est le principal responsable du décor : il prend en charge les aspects esthétiques, techniques, matériels et budgétaires. La charte de l'Association des chefs décorateurs de la production cinématographique définit ainsi son rôle : « Le chef décorateur crée l’espace physique de l’œuvre cinématographique et définit son esthétique dans un cadre économique déterminé ».
Il gère le chef peintre, le chef menuisier, le chef serrurier, etc.

## Fonctions
La collaboration du chef décorateur avec le réalisateur est étroite, et commence souvent bien avant la préparation officielle du film.
Après lecture du scénario, le chef décorateur recense les décors, effets spéciaux, accessoires, etc. nécessaires. Puis, en collaboration avec le réalisateur, il réfléchit au style, à la tonalité du film. Ensuite, il dessine les décors, si ceux-ci sont construits en studio, ou définit les aménagements nécessaires pour les décors déjà existants, dits « décors naturels ».
Contrairement au chef opérateur, le chef décorateur est responsable du devis et du maintien du budget de son département, budget qu’il établit en accord avec le directeur de production ou le producteur.
Il s'entoure de différents collaborateurs : assistant, chef constructeur, chef peintre, chef staffeur, chef menuisier, ensemblier, constructeurs, peintres, etc. Il doit aussi réunir l'ensemble des objets et aménagements nécessaires : meubles, accessoires, etc.
Il peut être également impliqué, selon le réalisateur, dans le choix du style des costumes, des véhicules, des effets spéciaux, comme cela se pratique aux États-Unis (Production designer).
Pratiquer ce métier pour le cinéma offre une palette très large d’intervention : le chef décorateur peut avoir à assurer la conception et la construction, non seulement des intérieurs et des extérieurs, mais également des bateaux, des avions, des trains, des rues, des bâtiments de tous styles et de toutes époques.
L’évolution croissante des effets spéciaux numériques intégrés aux décors pousse le décorateur de films à se former aux techniques nouvelles.

## Formation
La part technique de ce métier étant importante, une formation en architecture est souhaitable, toutefois, des formations artistiques, comme les Arts appliqués ou les beaux-arts peuvent également être appréciées.
Des années de pratique en tant que stagiaire, second assistant puis premier assistant sont indispensables et souhaitables afin de prendre la mesure des responsabilités artistiques et techniques nécessaires au bon fonctionnement de ce poste.